# Western Heights (Auckland)
Western Heights est une banlieue de la localité d’Henderson, dans le secteur de West Auckland, dans l’Île du Nord de la Nouvelle-Zélande.
Western Heights School et les magasins à proximité forment le centre de la communauté. 
Western Heights est une « banlieue frontière », séparant la zone suburbaine d’Auckland des zones de maisons de campagne (en), vergers et la chaîne de Waitakere.

## Histoire
En 1920, la zone était le siège d’une population éparse. 
Le secteur de la route nommée « Sturges Road » était le domicile de vergers, initialement plantés par des familles d’immigrants venant de Dalmatie.

## Démographie
La localité de Western Heights couvre 3,54 km2 et a une population estimée à 10 830 résidents en juin 2022 avec une densité de population de 3 059 habitants par km2
Western Heights  avait  une population de 10 272 habitants lors du recensement néo-zélandais de 2018, en augmentation de 939 personnes (10,1 %) depuis le recensement néo-zélandais de 2013 et une augmentation de 2 316 personnes (29,1 %) depuis le recensement en 2006.
Il y avait 3 015 logements, comprenant 506 hommes et 5 211 femmes, donnant un sexe-ratio de 0,97 homme pour une femme, avec 2 016 personnes (19,6 %) âgées de moins de 15 ans, 2 193 personnes (21,3 %) âgées de 15 à 29 ans, 4 842 personnes (47,1 %) âgées de 30 à 64 ans et1 233 personnes (12.0 %) âgées de 65 ans ou plus.
L’ethnicité était pour 46,8 % européens/Pakeha, 8,6 % Maori, 9,1 % personnes venant du Pacifique (en), 42,8 % Asiatiques (en), et 4,3 % d’une autre ethnicité. 
Les personnes peuvent s’identifier de plus d’une ethnicité en fonction de leur parenté.
Le pourcentage de personnes nées outre-mer était de 46,5 %, comparé avec les 27,1 % au niveau national.
Bien que certaines personnes refusent de répondre à la question du recensement sur leur affiliation religieuse, 40,3 % n’avaient aucune religion, 37,1 % étaient chrétiens (en), 0,4 % avaient des croyances religieuses Maoris (en), 8,2 % étaient Hindouistes (en), 3,9 % étaient Musulmans, 2 % étaient Buddhistes (en) et 2,4 % avaient une autre religion.
Parmi ceux d’au moins 15 ans d’âge, 2 298 personnes (27,8 %) avaient un niveau de licence ou un degré supérieur et 1 161 personnes (14,1 %) n’avaient aucune qualification formelle. 
1 560 personnes (18,9 %) gagnaient plus de 70 000 $ comparé avec les 17,2 % au niveau national. 
Le statut d’emploi de ceux d’au moins 15 ans d’âge était pour 4 473 personnes (54,2 %) un emploi plein temps, pour  1 026 personnes (12,4 %) un temps partiel et 297 personnes (3,6 %) étaient sans emploi.
| Nom                        | Secteur par km2 | Population | Densité par km2 | Logements | âge médian | revenus médians |
| -------------------------- | --------------- | ---------- | --------------- | --------- | ---------- | --------------- |
| Summerland South           | 1,33            | 3 213      | 2 416           | 933       | 36,9 ans   | 34 200 $        |
| Summerland North           | 0,85            | 2 580      | 3 035           | 801       | 37,4 ans   | 35 800 $        |
| Western Heights (Auckland) | 1,36            | 4 479      | 3 293           | 1 281     | 34,8 ans   | 36 300 $        |
| Nouvelle-Zélande           |                 |            |                 |           | 37,4 ans   | 31 800 $        |

Le secteur est réputé pour la variété des pommes summerland qui poussaient ici autrefois .

## Éducation
Les écoles  de Western Heights School et Summerland Primary sont des écoles publiques, mixtes contribuant au primaire, allant de l’année 1 à 6, avec un effectif respectivement de 692 élèves et 638 élèves en novembre 2022,. Summerland Primary ouvrit en 2002.
Les écoles secondaires publiques locales sont :
- Henderson High School (en),
- collège de Waitakere (en),
- école sedondaire de Massey (en),
- collège Liston (en)
- collège St Dominic d’Henderson (en).